# Neder Hornbæk (Randers)
Neder Hornbæk er en bydel tilhørende Randers i Østjylland. Bydelen er beliggende umiddelbart øst for Nordjyske Motorvej i den vestlige del af Randers tre kilometer vest for Randers centrum. Vest for motorvejen ligger Over Hornbæk. Bydelen tilhører Randers Kommune og er beliggende i Hornbæk Sogn. I Neder Hornbæk findes bl.a. Hornbæk Kirke.